# 月刊トレーニング・ジャーナル
『月刊トレーニング・ジャーナル』（げっかんトレーニングジャーナル、Monthly Training Journal）は、ブックハウス・エイチディが発行するトレーニングおよびスポーツ医科学専門誌である。1979年創刊。一般的な略称は「TJ」「トレジャー」など。